# Pescado cocho
El pescado cocho es una preparación culinaria de la cocina sefardí, hispano-marroquí. Se empleaba tradicionalmente en la preparación del plato un pescado denominado sabaló (Alosa alosa), un pez oriundo de la ciudad de Larache en Marruecos, que se solía preparar para la cena de los viernes por la noche antes de celebrar el sabbat (en la Cena de Shabat). Es por lo tanto un plato no ligado a festividades específicas de carácter judío. En el idioma judeoespañol de Marruecos: haquetía, la palabra cocho significa guisado, es por tanto un plato de pescado guisado. "Cocho" sería el participio de "cocido". La costumbre de los judíos marroquíes de comer este plato la noche de los viernes, pervive en el siglo XXI y puede encontrarse en algunas ciudades del norte de Marruecos, así como en Melilla. 

## Características
Suele emplearse tradicionalmente el sabaló (Alosa alosa). No obstante se elabora con cualquier pescado que cumpla los preceptos del cashrut. En la actualidad es habitual que sea preparado con merluza, dorada, mero. bacalao o salmón. Suele prepararse guisado con ajos, berenjenas y aromatizado con pimentón y/o culantro.